# Главный Рынок (Краков)

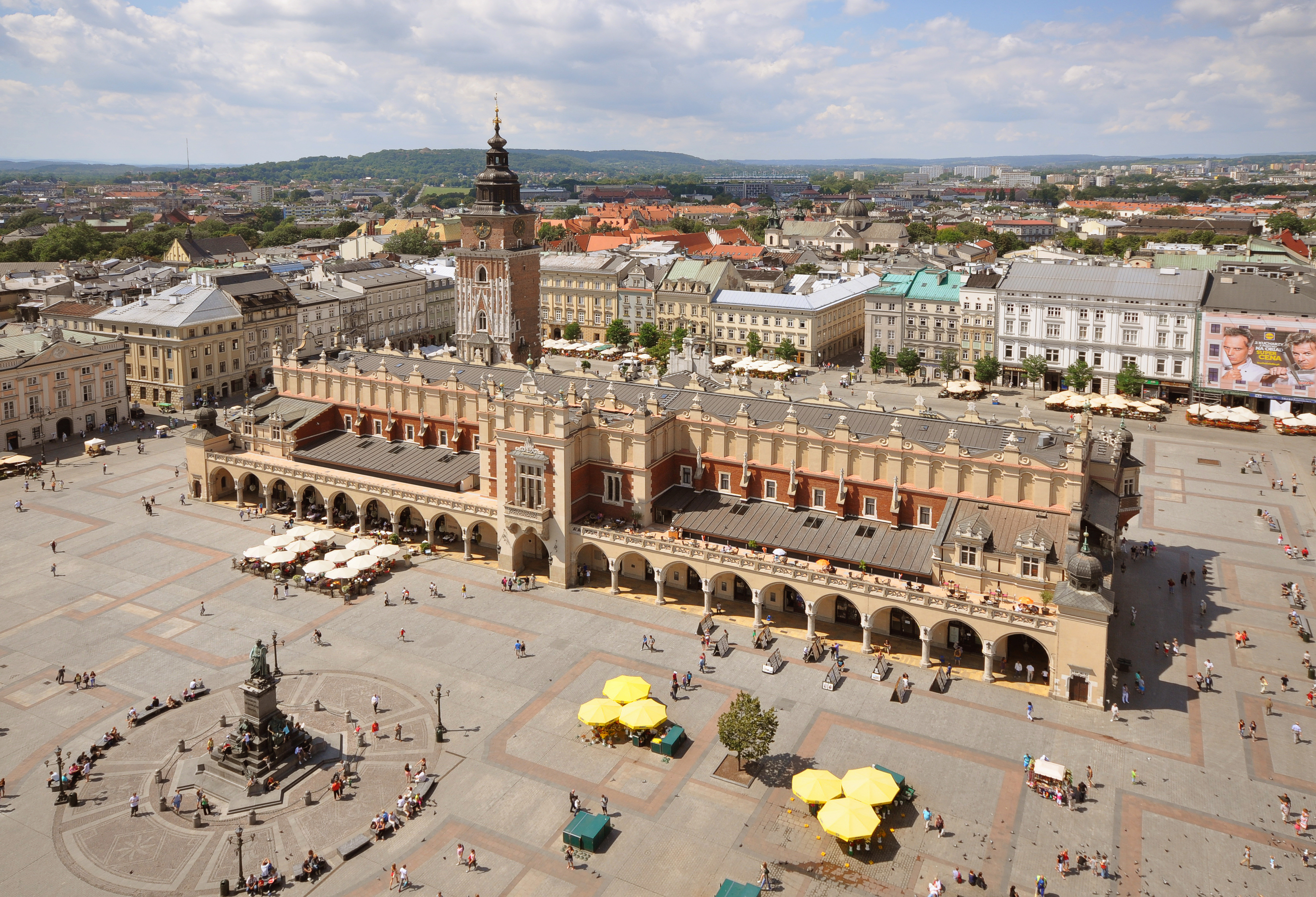
Вид на Главный Рынок с Мариацкого костёла. В середине суконные ряды, за нии свободно стоящая башня ратуши, на переднем плане слева — памятник Адаму Мицкевичу.

Главный Рынок (пол. Rynek Główny) — площадь в польском Кракове, является центром старого города. Она была сформирована в XIII веке. Занимая территорию около 40 000 м², это одна из крупнейших средневековых площадей в Европе.
Площадь Главный Рынок имеет квадратную форму, с длиной боковых сторон около 200 метров, на ней располагаются дворцы и церкви. В центре находятся суконные ряды, перестроенные в 1555 году в стиле итальянского ренессанса. С одной стороны от суконных рядов стоит почти тысячелетний романский костёл Святого Войцеха и памятник Адаму Мицкевичу 1898 года, на другой стороне — башня ратуши. Над площадью возвышаются готические башни Мариацкого костёла.

## История

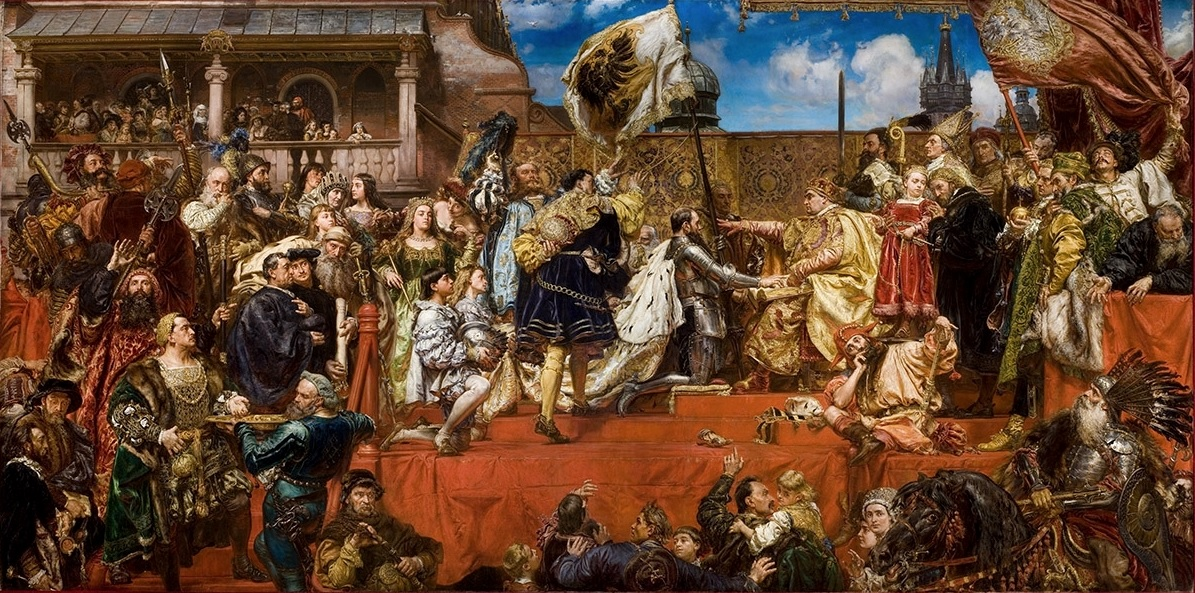
Прусская дань, картина Яна Матейко

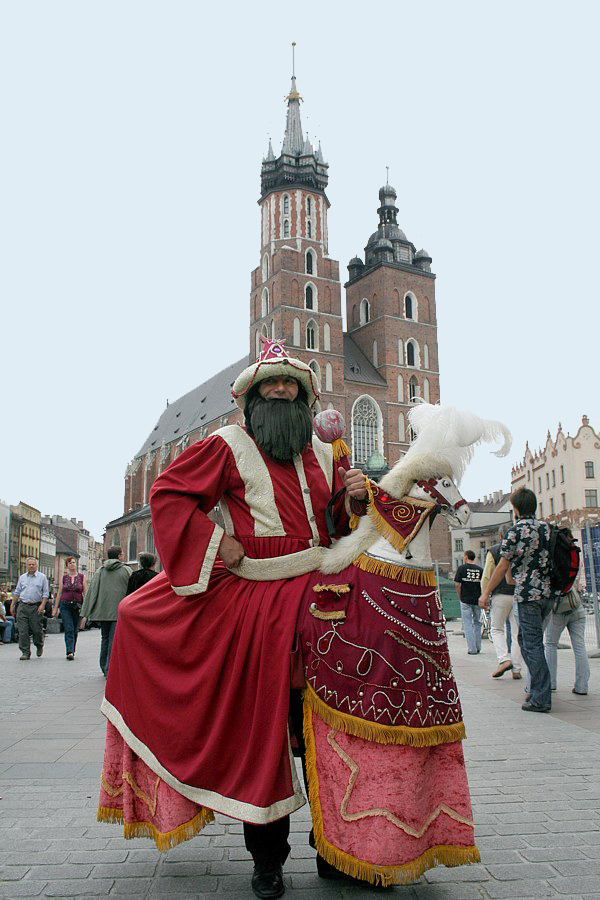
Лайконик перед Мариацким костёлом

Главный Рынок являлся торговой площадью. Краков был разрушен в 1241 году Золотой Ордой, а в 1257 году при Болеславе V получил Магдебургское право, в результате чего его торговое значение возросло. В это время площадь приобрела свои нынешние очертания. На ней изначально располагались многочисленные низкие рыночные павильоны, окружали площадь административные здания и кольцевая дорога. Казимир Великий приказал построить первоначально готические суконные ряды и ратушу, занявшую примерно четверть площади и снесённую в 1820 году. Краков в то время был столицей Королевства Польского, с 1387 года являлся членом Ганзы и был процветающим европейским центром торговли.
Помимо торговых функций, Главный Рынок был свидетелем многих исторических событий. Благодаря своему расположению на Королевском пути, здесь проходили торжественные церемонии, которые посещали дипломаты и высокопоставленные иностранные гости на пути в Вавель. Казимир Великий созвал здесь в 1364 году в Краковский съезд, на котором собрались аристократы со всей Европы. По случаю выигранных сражений с Великим княжеством Московским в 1514 году литовский князь Константин Острожский проводил здесь парад победы, и в 1531 году польский дворянин Ян Амор Тарновский отмечал на площади новую победу. 10 апреля 1525 года герцог Альбрехт принёс на площади вассальную присягу польскому королю Сигизмунду I, что запечатлено на картине Прусская дань. Король Ян III Собеский праздновал здесь свою победу над Османской империей после Венской битвы 1683 года.
После того, как Сигизмунд III перенёс в 1596 году польскую столицу из Кракова в Варшаву, в Кракове по-прежнему проводились коронации и королевские погребения. 24 марта 1794 года Тадеуш Костюшко произнёс на Главном Рынке присягу к освобождению и восстановлению независимости Польши, что положило начало восстанию Костюшко.

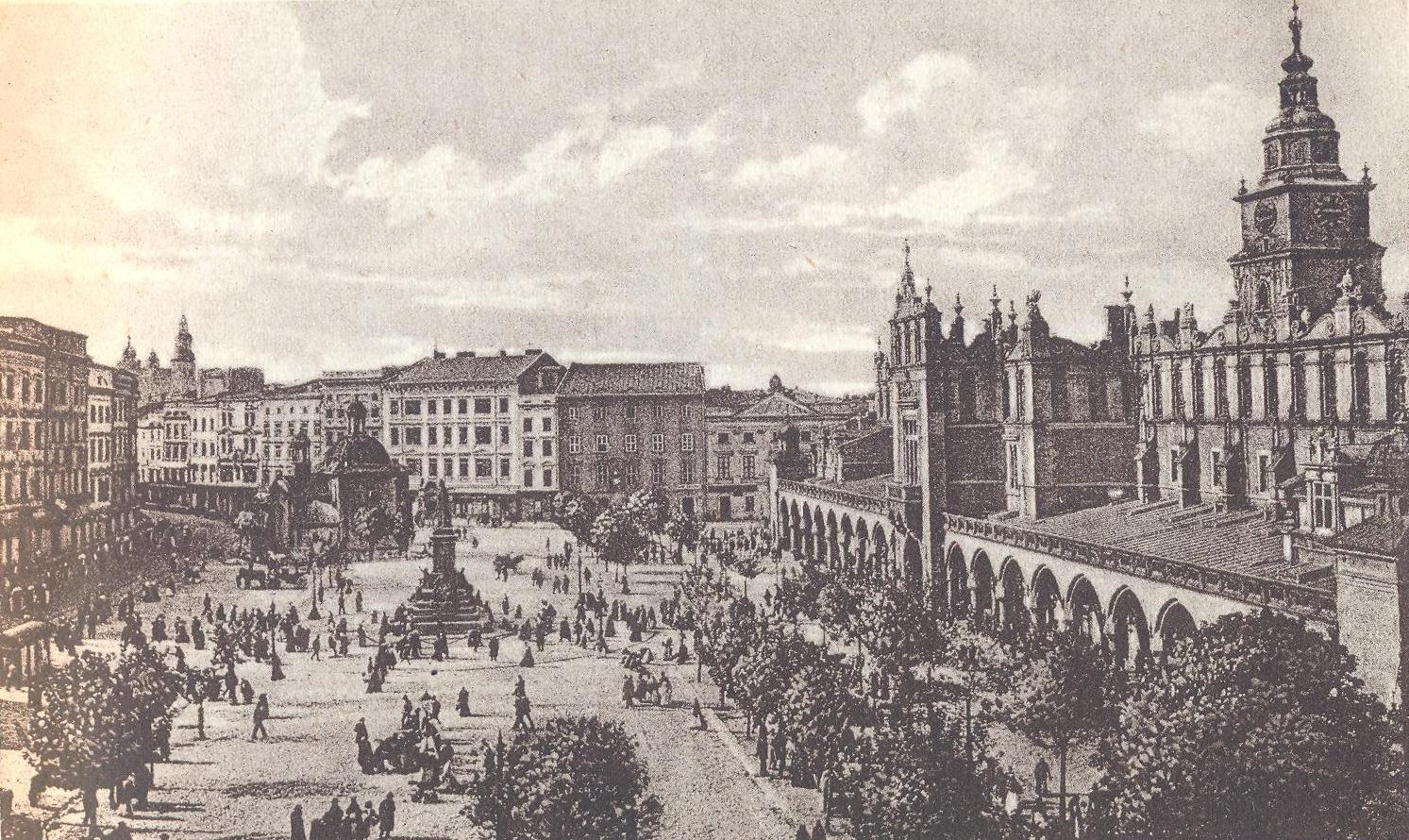
Главный Рынок в 1930 году

Во время немецкой оккупации Польши во Второй мировой войне площадь переименовали в Адольф-Гитлер-Платц. Памятник Адаму Мицкевичу был разрушен, его восстановили уже после войны.
В 1978 году площадь как часть старого города была включена в список Всемирного наследия ЮНЕСКО.

## Площадь сегодня
На площади множество ресторанов и кафе. В подвале церкви Святого Адальберта действует небольшой археологический музей. Также в подвальном помещении здания, называемого «Дворец под баранами», устроено кабаре «Подвал под баранами». Антон Хавелка открыл в 1876 году действующее и поныне кафе «Под пальмой».
Главный Рынок является ареной многочисленных общественных мероприятий и торжеств. К ним относятся ежегодный конкурс краковских шопок, танцы Лайконика, гала-концерты Большого оркестра праздничной помощи и большое празднование Нового года.

## Фото

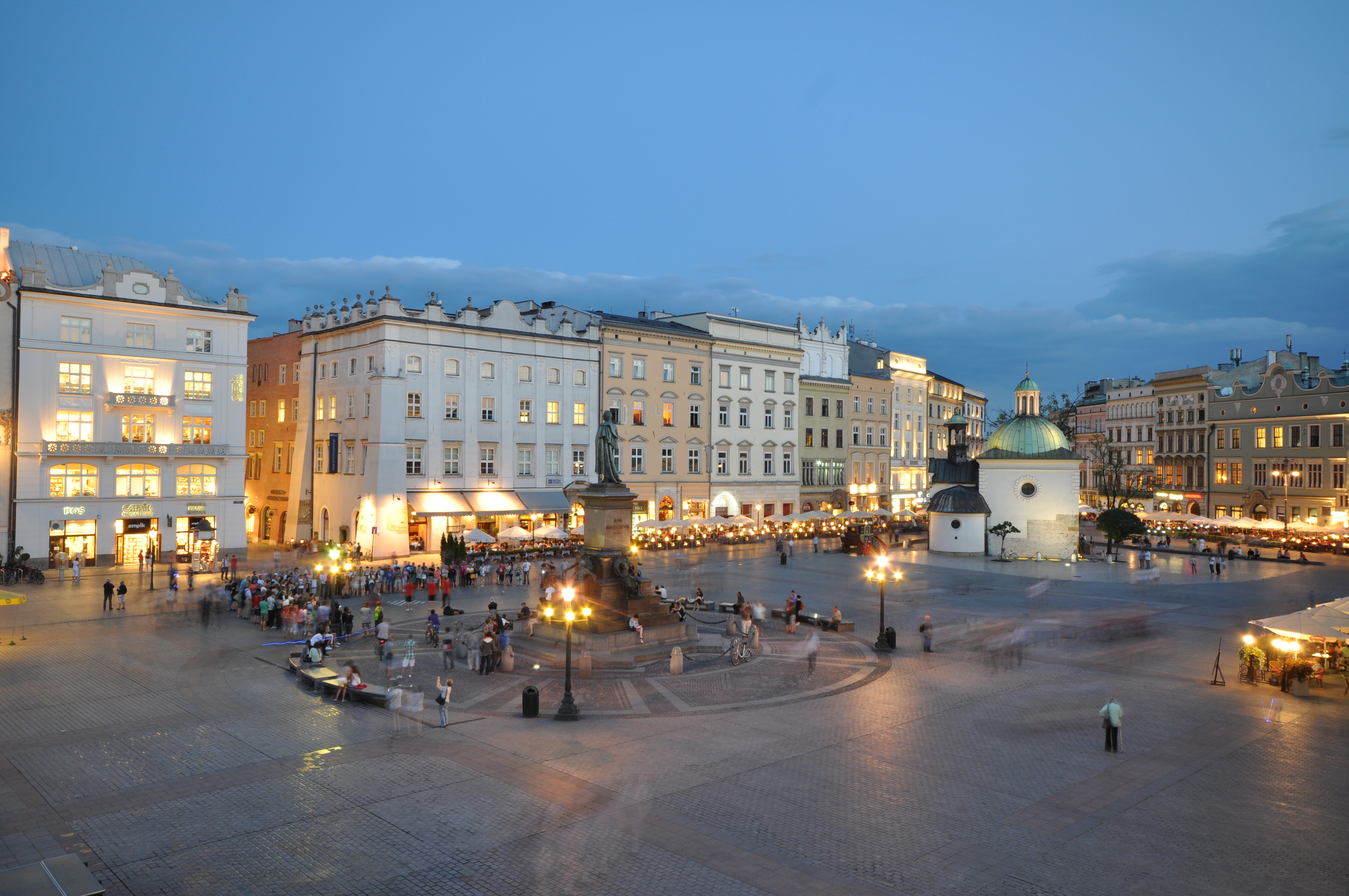
Площадь вечером
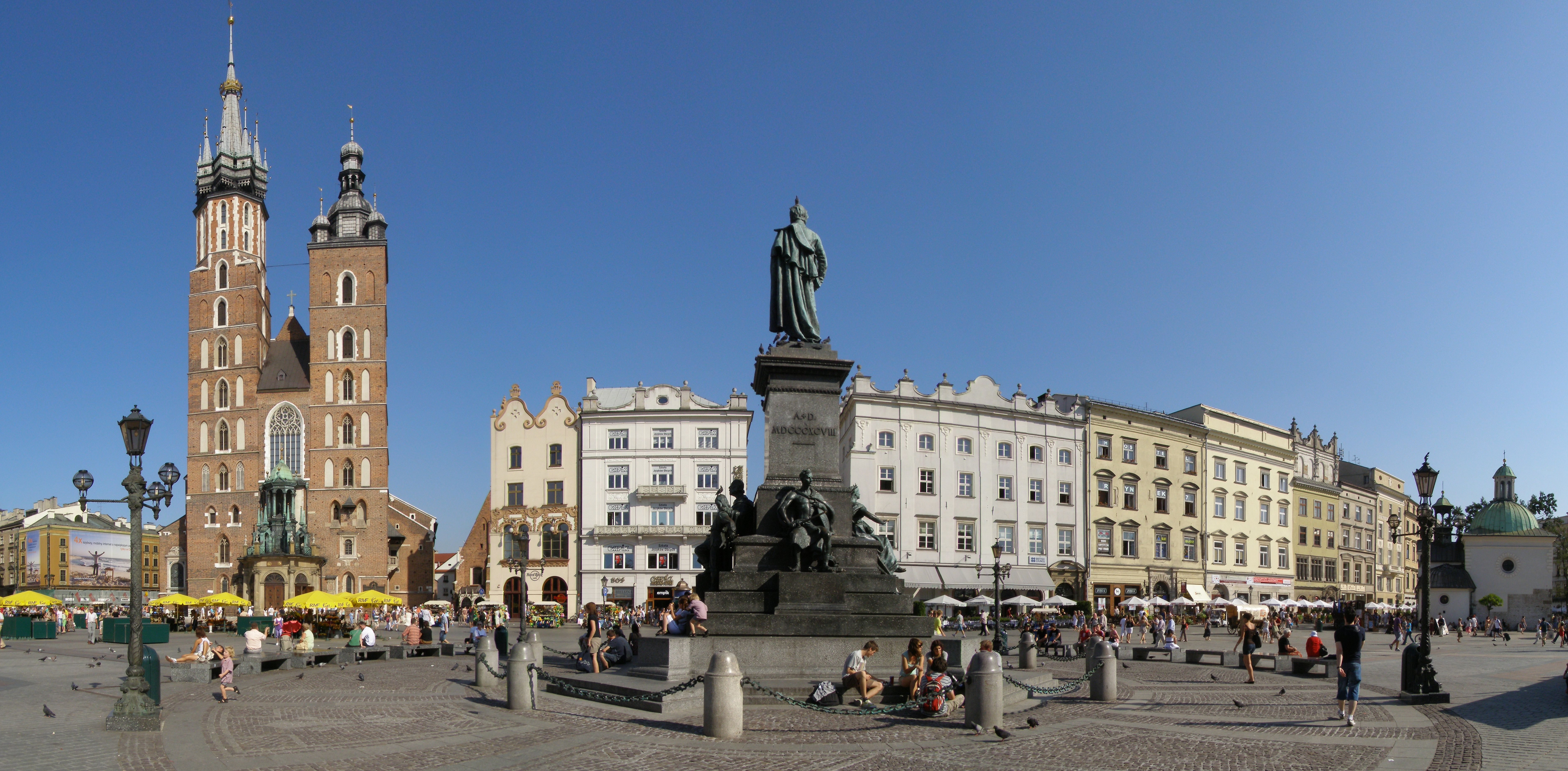
Мариацкий костел, памятник Адаму Мицкевичу и костел Святого Адальберта
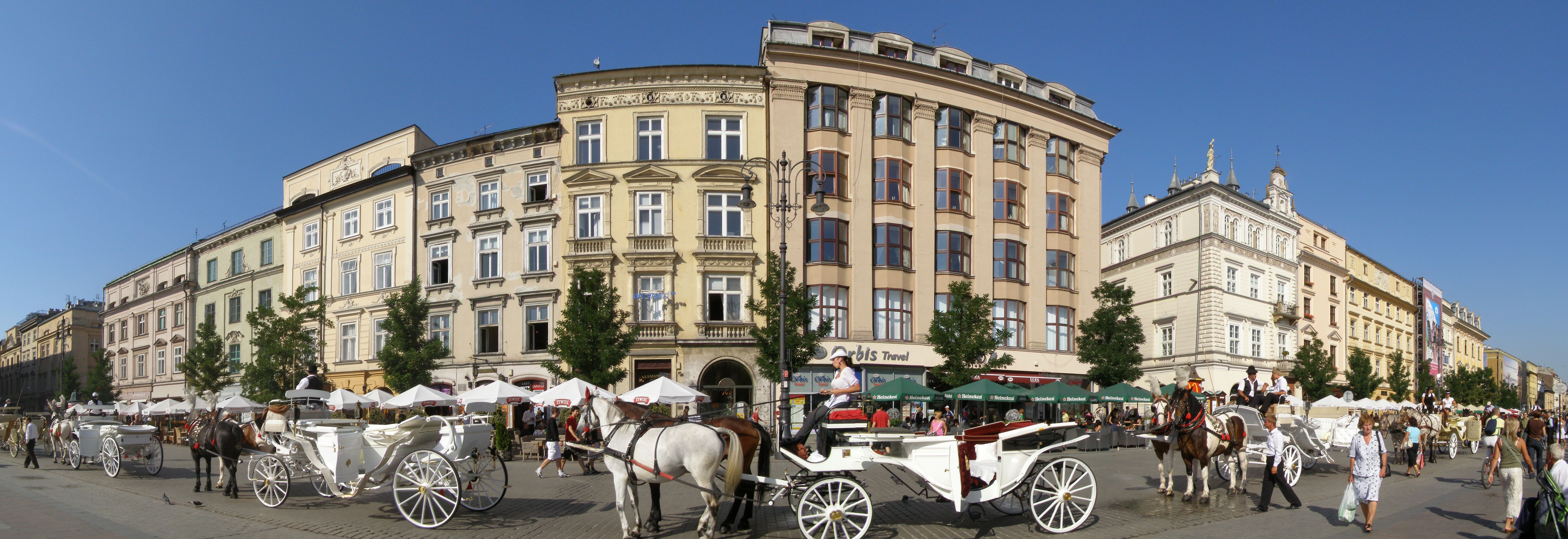
Панорамный вид
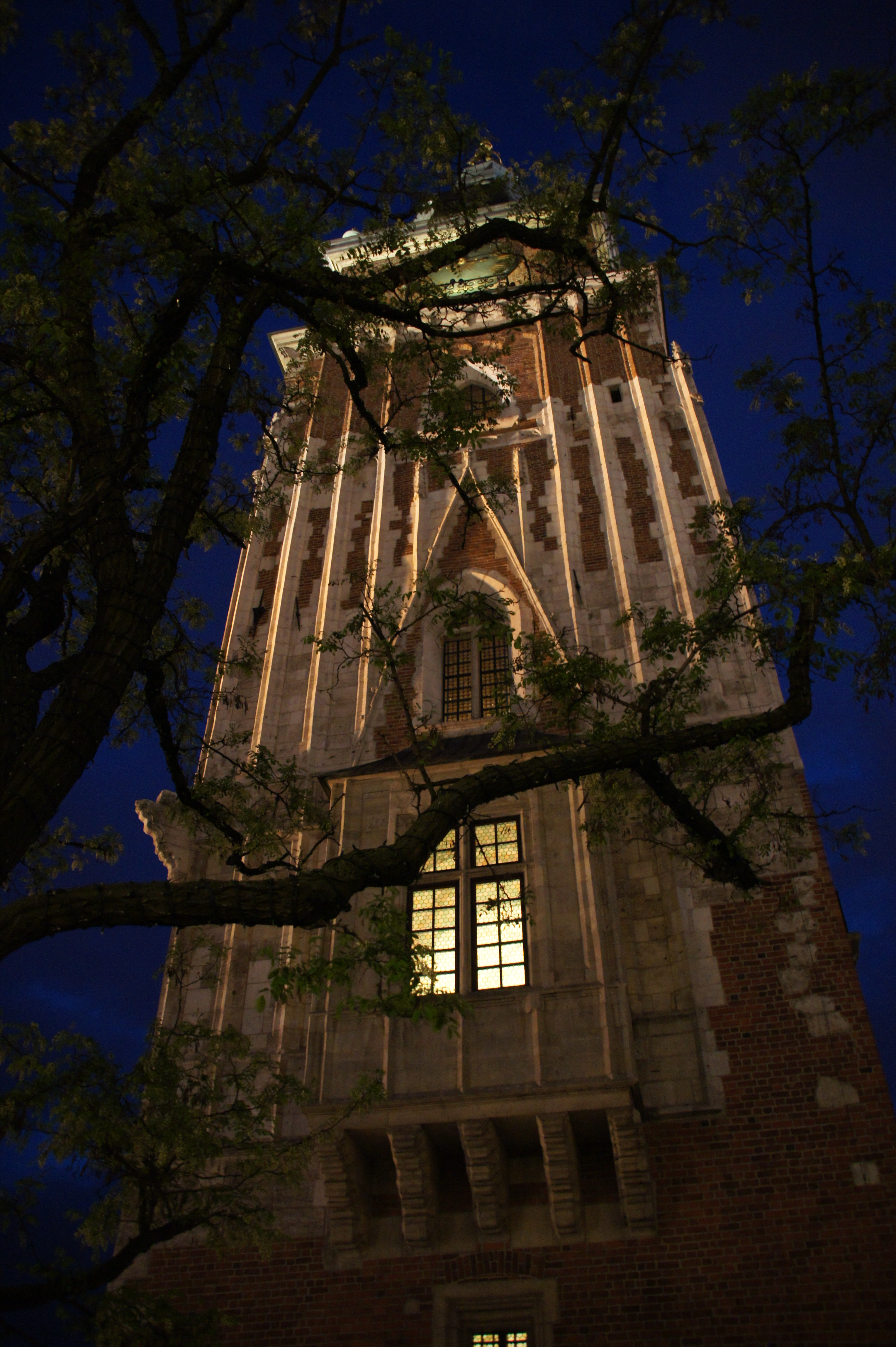
Башня ратуши
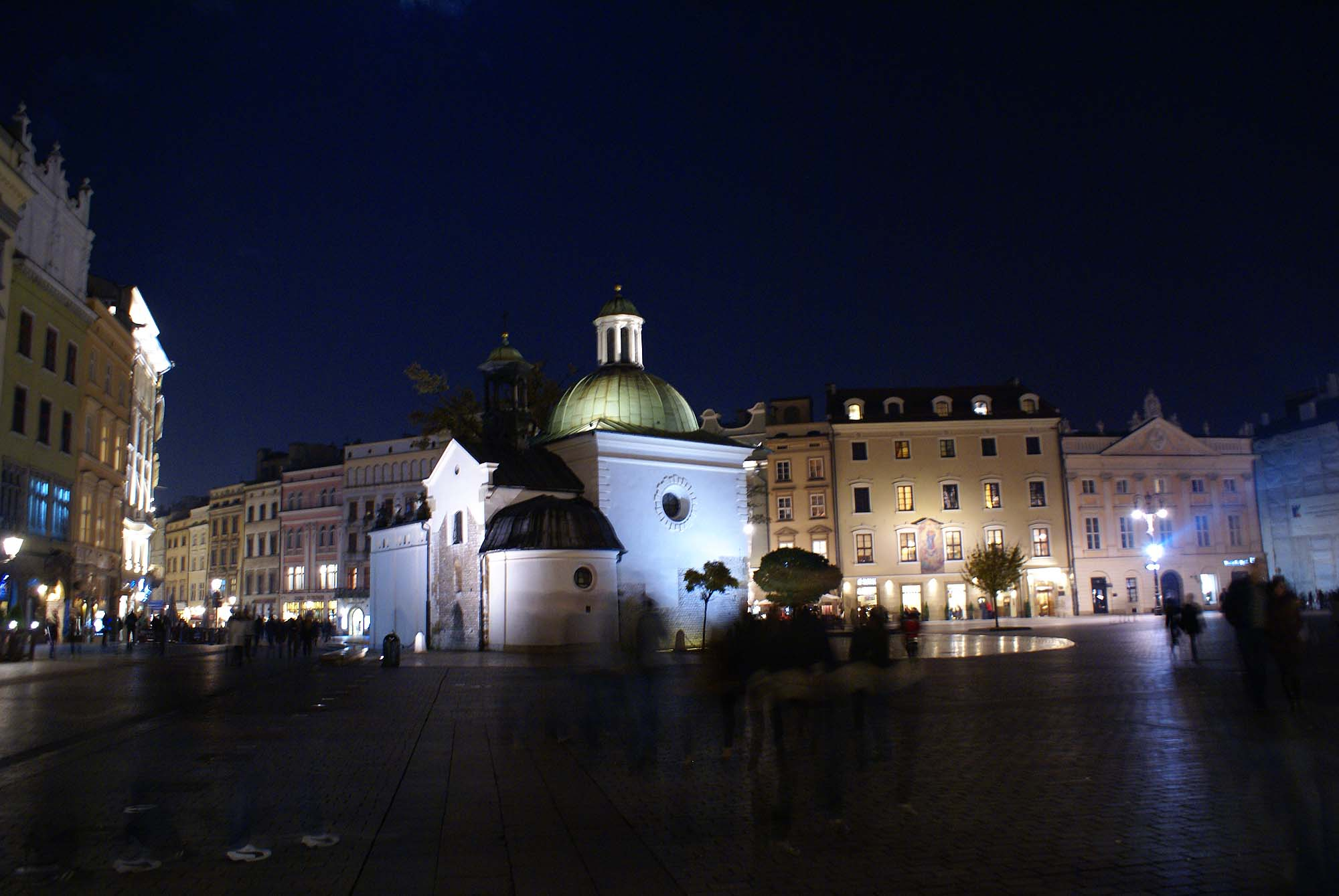
Вид на костёл Св. Адальберта
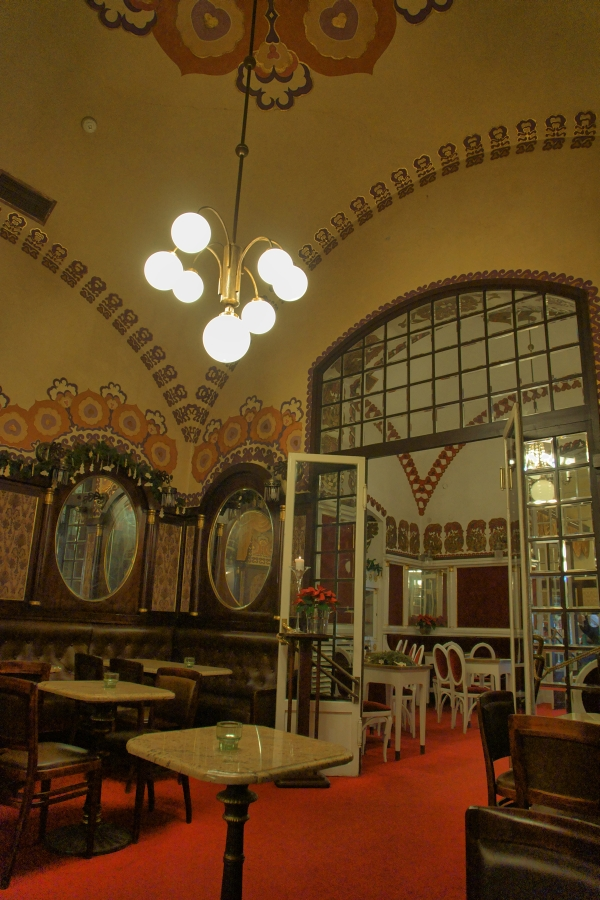
Кафе Новорольского
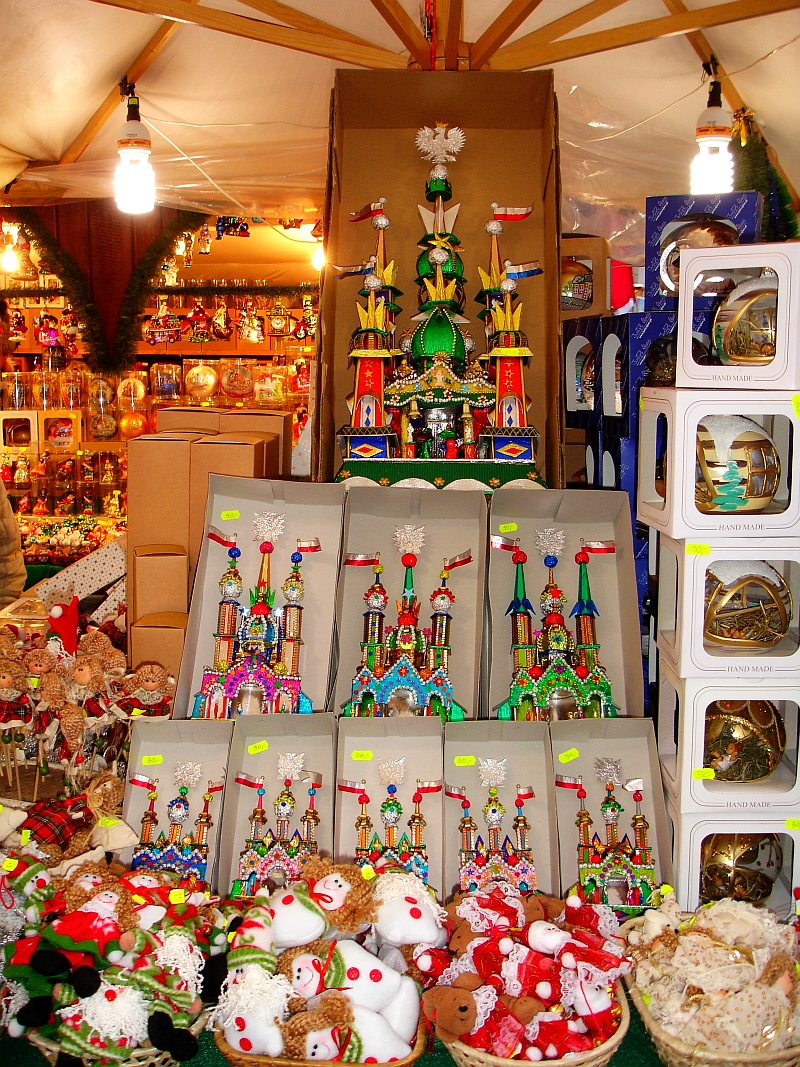
Краковская рождественская ярмарка